# Dios de Spinoza
La concepción spinoziana de divinidad compone un Dios inmanente a la realidad que es la única sustancia, por fuera de la cual nada hay. En la primera parte de la Ética demostrada según el orden geométrico (1677), Dios es demostrado como una sustancia única, eterna, infinita, causa de sí misma y con infinitos atributos, que son los conceptos a través de los cuales se concibe. Así, tiene independencia causal, lógica, ontológica y gnoseológica respecto del resto de la realidad, que es expresada como modalidades o partes de y en la misma sustancia.
Por contraposición a la divinidad, que es sustancia, los seres finitos son demostrados como modos, afecciones o accidentes de la totalidad. Esto está dicho de forma sintética en la proposición 15 de la primera parte de la Ética: "Todo cuanto es, es en Dios, y sin Dios nada puede ser ni concebirse". Spinoza introduce luego tres sentidos de modo para abordar la totalidad de la realidad: modos infinitos inmediatos (aquello que es primero en cada atributo), modos infinitos mediatos (la "faz de todo el universo" -facies totius universi-) y los modos finitos (que constituyen todas las cosas singulares y finitas). Los modos, a su vez, son expresiones particulares de la sustancia a través de sus atributos, que son aquellos registros infinitos en su género que condicionan determinadas formas de la realidad. Los atributos conocidos para los seres humanos son pensamiento y extensión. Así, además de ser equivalentes los términos Dios y sustancia, más adelante Spinoza agrega la equivalencia con Naturaleza (Cita especifica).

## Consecuencias ontológicas y éticas
La principal consecuencia de la ontología spinoziana es una profunda trabazón y continuidad entre todo lo real, todas las cosas están relacionadas entre sí y todo lo que sucede es comprensible en términos de la causalidad que une todas las cosas. Se lo considera un racionalismo absoluto por su concepción del principio de razón suficiente: "para todo existe una causa, tanto para su existencia, si es que existe, como para su inexistencia, si no existe".
Es importante remarcar que si bien para Spinoza todo está determinado, no existen causas finales. Esto es, las cosas no están predestinadas, no existe la providencia, Dios no tiene un plan, las cosas no tienden hacia lo bueno ni lo malo, ni Dios puso al ser humano en el centro de la creación (para mencionar algunos de los que Spinoza considera prejuicios). Todo tiene una causa porque todo fue determinado, no hay libertad de voluntad o espontánea (contra lo que sostenía Descartes en su cuarta meditación, o la tradición judeocristiana en torno al libre arbitrio).
De esta manera, la doctrina de Spinoza tiene consecuencias teológicas y prácticas muy relevantes. Primeramente, Dios no es creador sino productor de la realidad, que no es separada de él, aunque sí distinta. Por otra parte, la plena inmanencia impide concepciones como el dualismo sustancial antropológico (atribuido a Descartes), sino una conexión o unidad. El ser humano no "un imperio dentro de otro imperio" sino parte de la naturaleza y como tal debe ser comprendido. La ausencia de causalidad final y plan divino produce una idea radical en torno al bien y el mal: no son nada en sí mismos, sino conceptos relativos a cada sujeto o comunidad. En torno a estas cuestiones, Spinoza mantuvo una famosa correspondencia con el teólogo calvinista Willen van Blyemberg (cartas 17-24 y 27 del Epistolario). A este respecto se ha observado que si bien no existen el Bien ni el Mal, el Bien tiene algún tipo de entidad positiva.

## Recepción
La recepción posterior ofreció distintos rótulos para Spinoza: panteísta, panenteísta,  inmanentista absoluto, lo cual le valió también acusaciones de ateísmo (por negar el Dios personal revelado), fatalismo (en tanto en su concepción de sustancia todo está determinado causalmente y no hay lugar para la libertad) y nihilismo. Esta idea de divinidad fue recibida de forma polémica por buena parte de la filosofía posterior, que comenzó denostándolo para eventualmente abrazarlo y resignificarlo en el contexto del idealismo alemán y en adelante.
Algunos filósofos que se han hecho eco de la noción de divinidad de Spinoza son Leibniz, Lessing, Fichte, Schelling, Hegel, Nietzsche, Bergson y Deleuze. En otras disciplinas, han citado su influencia Albert Einstein, Sigmund Freud y Antonio Damásio.